# 布雷特·埃默顿
比爾治·米高·艾馬頓（英語：Brett Michael Emerton，1979年2月22日—），澳洲職業足球員，司職右中場，可以客串演右後衛、攻擊中場及左翼，多才多藝、速度與技術兼備。現時效力於澳大利亞職業足球聯賽悉尼足球會，亦是澳洲國家隊的主力球員。
艾馬頓是2002年澳大利亞足球先生得主，當年他擊倒了基維爾和維度卡等知名球員奪獎。

## 生平

### 球會
艾馬頓是澳洲國內球會悉尼奧運隊的隊長，他在那裡待了4個年頭，憑出色的表現吸引了歐洲球會的注視。2000年他加盟了荷蘭足球甲級聯賽勁旅飛燕諾。
艾馬頓於2001/02年荷甲球季的表現令人眼前一亮，作為一名右翼鋒，艾馬頓的體能尤其出眾，經常能助攻助守之餘，還憑著不俗的射術取得入球，這個賽季他射入了6個入球。同時亦是他首次踏足歐洲國際賽事的舞台。
2003年年中，艾馬頓決定轉戰水準較高英超聯賽，加盟布力般流浪，穿上7號球衣。近年他較常以右閘身份代表球隊上陣。2011年8月25日在英超征戰多年的艾馬頓獲球會答應提前一年解約，於8月27日戰罷愛華頓後回國加盟澳大利亞職業足球聯賽球會悉尼FC，簽約三年。

### 國際賽
艾馬頓亦有份參與2006年世界盃，他於三場分組賽均以正選上陣，但是由於停賽關係，他沒有代表澳洲隊出戰於16強對陣意大利的賽事。

## 外部連結
- Blackburn Rovers profile
- Oz Football profile （页面存档备份，存于）
- Socceroo profile
- FIFA profile （页面存档备份，存于）
- 足球数据库：布雷特·埃默顿的球员统计数据

| 前任： 基維爾 | 大洋洲足球先生 2002年 | 繼任： 基維爾 |